# 凱思·金德斯頓
凱思·金德斯頓(Cath Kidston)是英國一位以花朵圖案設計紡織產品而著名的設計師，她並擁有一家以自己名字作為名稱的有限公司，並擔任創意總監，售賣其設計的商品。這些商品有家居用品、手袋、服裝、餐具、兒童用品等。

## 生平
她的第一家商店於1993年於倫敦諾丁丘的克拉倫敦十字(Clarendon Cross)。
在過去的幾年裡，該設計已經成為一個家喻戶曉的名字，是典型的“僕典別緻的”時尚和生活方式。現時，凱思·金德斯頓在英國有12家零售店，在東京亦開了一家分店。由於凱思·金德斯頓為諾基亞的手機設計了一系列的手機套及為Tesco設計了一系列的手提袋為瑪麗嘉兒癌症關懷基金籌款，使她近日的人氣急升。2007年，金德斯頓伙拍糖果糕點生產商Hope and Greenwood（页面存档备份，存于）於聖誕節推出一系列的有機巧克力太妃糖。
2008年金德斯頓的品牌還配合日本雜誌推出獨家袋和化粧袋。
凱思·金德斯頓的設計普遍以紅玫瑰為主，但現時亦有在其設計裡採用其他花朵或粉色的圓點。這些設計為其他競爭對手提供了“商機”，透過提供類似但更便宜的仿冒產品。透過在英國約克郡和聖艾夫斯（2008年夏天）的商店，加上在日本強大的銷售和透過用來支持經Oxon的比斯特村服務的線上業務-折扣銷售的大型產品目錄，金德斯頓的生意王國在不斷擴充。